# Anna Sofia Ramström
Anna Sofia Ramström, född 1738, död 11 maj 1786, var kammarfru till drottning Sofia Magdalena och en av de medverkande till fullbordandet av äktenskapet mellan Gustav III och Sofia Magdalena år 1775. Hon kallade sig också Olivia Ramström.
Anna Sofia Ramström var tillsammans med Charlotta Hellman en av drottning Sofia Magdalenas två kammarfruar. År 1775 beslut Gustav III att försonas med Sofia Magdalena och fullborda äktenskapet. Ramström och hovstallmästare Adolf Fredrik Munck var Sofia Magdalenas respektive Gustavs medhjälpare under förhandlingarna. Munck hade valts ut delvis på grund av att han då var känd för att ha ett förhållande med Ramström. De hade enligt uppgift haft ett förhållande i många år och ska också ha fått barn tillsammans. Ramström och Munck väntade tillsammans utanför drottningens sängkammare i Ramströms rum medan försöket att fullborda äktenskapet pågick.
Ramström avskedades år 1779 från sin post för att Sofia Magdalena ogillade hennes förhållande med Munck. Hon var vid detta tillfälle "sjuk"; sjukdomen kan dock ha varit en graviditet. På grund av en inkompetent läkarbehandling ska hon ha avlidit av underlivskomplikationer förorsakade av en farlig medicin. Den verkliga orsaken kan ha varit ett försök att framkalla abort. Det gick rykten om att Gustav III förgiftade Ramström med ostron för att hon inte skulle avslöja något om affären, och sedan förbjöd en undersökning av hennes död. Detta anses inte troligt. 
Ramström hade tre barn med Adolf Fredrik Munck. Hon avled ogift. Hennes svåger, kramhandlare Erik Ek, lät slå en minnespeng över henne. 
I TV-miniserien Gustav III:s äktenskap (2001) spelades hon av Rebecka Englund.